# Episodi di Human Target (seconda stagione)

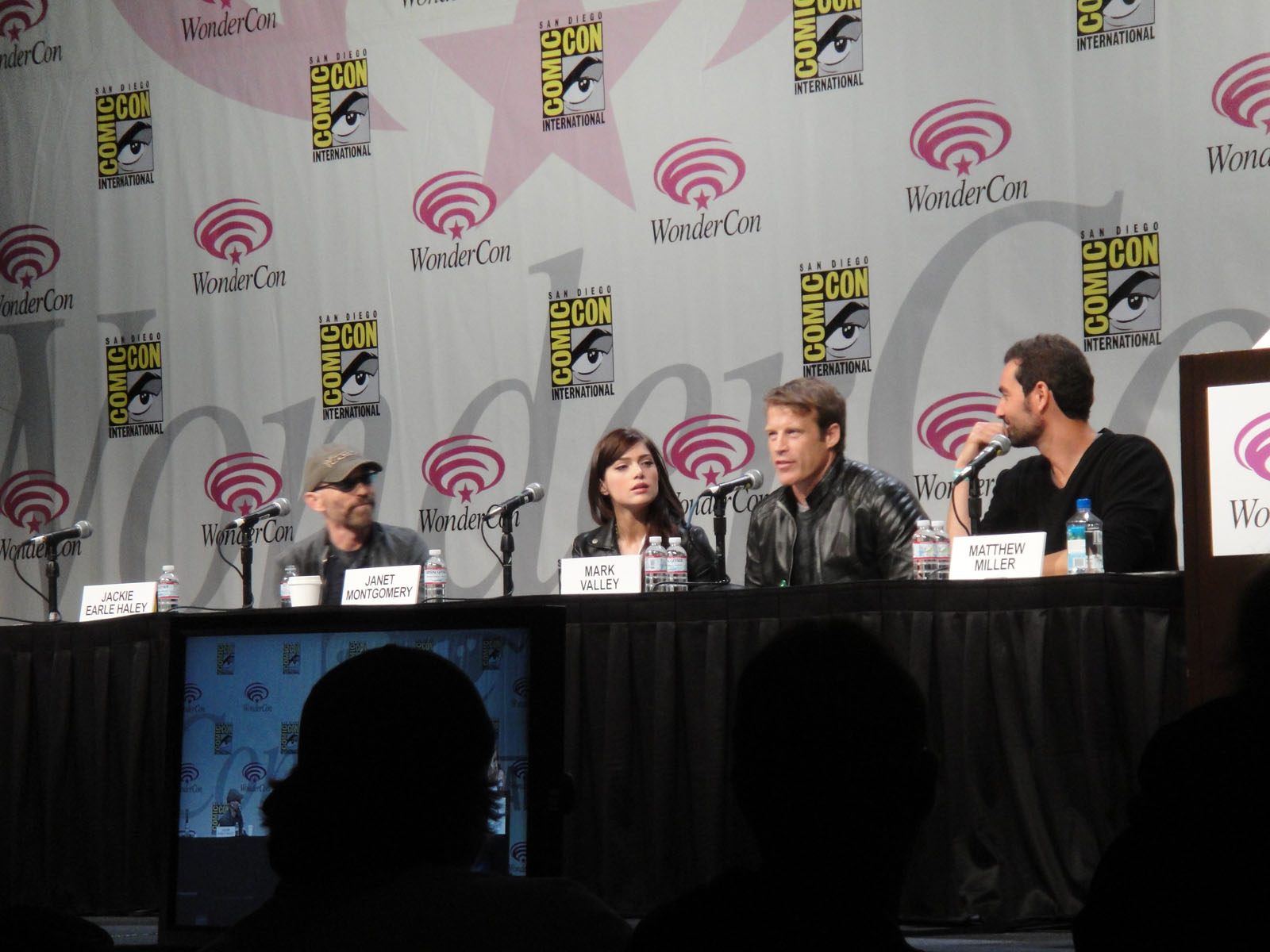
Una parte del cast principale della seconda stagione, qui ad un incontro coi fan al Wondercon 2011.

La seconda e ultima stagione della serie televisiva Human Target è andata in onda negli Stati Uniti dal 17 novembre 2010 al 9 febbraio 2011 su Fox.
In Italia la stagione è stata trasmessa da Steel dal 13 luglio al 17 agosto 2011, mentre in chiaro è andata in onda su Italia 1 dal 23 agosto 2012.
| nº | Titolo originale           | Titolo italiano            | Prima TV USA     | Prima TV Italia |
| -- | -------------------------- | -------------------------- | ---------------- | --------------- |
| 1  | Ilsa Pucci                 | Ilsa Pucci                 | 17 novembre 2010 | 13 luglio 2011  |
| 2  | The Wife's Tale            | La teoria di Daniel Brooks | 24 novembre 2010 | 13 luglio 2011  |
| 3  | Taking Ames                | Nome in codice: Chicago    | 1º dicembre 2010 | 20 luglio 2011  |
| 4  | The Return of Baptiste     | Il ritorno di Baptiste     | 8 dicembre 2010  | 20 luglio 2011  |
| 5  | Dead Head                  | Senza memoria              | 15 dicembre 2010 | 27 luglio 2011  |
| 6  | The Other Side of the Mall | Una famiglia da proteggere | 22 dicembre 2010 | 27 luglio 2011  |
| 7  | A Problem Like Maria       | Un problema di nome Maria  | 5 gennaio 2011   | 3 agosto 2011   |
| 8  | Communication Breakdown    | Pericolo per Ilsa          | 5 gennaio 2011   | 3 agosto 2011   |
| 9  | Imbroglio                  | Ostaggi                    | 12 gennaio 2011  | 10 agosto 2011  |
| 10 | Cool Hand Guerrero         | A 10 secondi dalla morte   | 12 gennaio 2011  | 10 agosto 2011  |
| 11 | Kill Bob                   | Uccidete Bob!              | 31 gennaio 2011  | 17 agosto 2011  |
| 12 | The Trouble With Harry     | Totale controllo           | 2 febbraio 2011  | 17 agosto 2011  |
| 13 | Marshal Pucci              | Ilsa e Chance...           | 9 febbraio 2011  | 17 agosto 2011  |

## Ilsa Pucci
- Titolo originale: Ilsa Pucci
- Diretto da: Steve Boyum
- Scritto da: Matt Miller

### Trama
Winston viene condotto dal suo sequestratore presso una banca, dove l'ex detective aveva riposto la valigetta. Chance libera l'amico con l'aiuto di Guerrero, ma subito dopo scompare. Sei mesi dopo un'ostinata cliente, Ilsa Pucci, lo rintraccia in un monastero nepalese e lo convince ad occuparsi della sua protezione. La donna è stata presa di mira dopo la morte del ricco marito ed è disposta a fare da esca per scoprire chi le sta dando la caccia. Durante una festa i tre catturano Ames, una ladra ingaggiata per rubare un anello alla Pucci, ma perdono la loro cliente.
- Ascolti Stati Uniti: telespettatori 6 590 000[4]

## La teoria di Daniel Brooks
- Titolo originale: The Wife's Tale
- Diretto da: Mimi Leder
- Scritto da: Andrea Newman e Zev Borow

### Trama
Il poco raccomandabile Donnelly informa Chance che un sicario è stato ingaggiato per uccidere Rebecca Brooks, una professoressa di economia il cui marito Daniel era stato assassinato sette anni prima proprio da Christopher. Mentre Chance si occupa della sicurezza della donna, Guerrero e Ames cercano di scoprire l'identità del mandante. Nel frattempo Winston deve gestire le continue intromissioni della loro nuova finanziatrice.
- Ascolti Stati Uniti: telespettatori 5 540 000[5]

## Nome in codice: Chicago
- Titolo originale: Taking Ames
- Diretto da: Paul A. Edwards
- Scritto da: David Simkins

### Trama
Ames aiuta l'amico Brody Rivera a compiere una rapina, ma la cosa non sfugge a Chance. Ammonita dalla Pucci a non partecipare ad altri crimini, la ragazza viene coinvolta da Brody in un colpo ancora più grosso, organizzato dal pericoloso Andre Markus.
- Ascolti Stati Uniti: telespettatori 5 778 000[6]

## Il ritorno di Baptiste
- Titolo originale: The Return of Baptiste
- Diretto da: Bryan Spicer
- Scritto da: Jonathan E. Steinberg e Robert Levine

### Trama
Ilsa incarica la squadra di salvare la vita alla giornalista Susan Connors, rapita da un criminale sudamericano. L'unico in grado di localizzarla è Baptiste, detenuto in un carcere siberiano.
- Ascolti Stati Uniti: telespettatori 5 643 000[7]

## Senza memoria
- Titolo originale: Dead Head
- Diretto da: Paul A. Edwards
- Scritto da: Tom Spezialy

### Trama
Un possibile cliente dà appuntamento a Chance e Winston, ma prima che i tre possano conoscersi una bomba esplode nella sua automobile. L'uomo viene salvato, ma l'attentato gli ha fatto perdere ogni ricordo. La squadra cerca quindi di scoprire la sua identità, tenendo a bada le continue intromissioni di un gruppo di poliziotti corrotti guidato da una vecchia conoscenza di Winston.
- Altri interpreti: Roger Bart (il cliente senza memoria)
- Ascolti Stati Uniti: telespettatori 5 816 000[8]

## Una famiglia da proteggere
- Titolo originale: The Other Side of the Mall
- Diretto da: Peter Lauer
- Scritto da: Zev Borow

### Trama
Durante il periodo natalizio la squadra si occupa della protezione della famiglia Applebaum, presa di mira da un gruppo assassini. Il padre Richard sospetta che la compagnia farmaceutica per cui lavora abbia scoperto la sua mano dietro una denuncia anonima che ha svelato la presenza di droghe nei loro prodotti.
- Ascolti Stati Uniti: telespettatori 5 750 000[9]

## Un problema di nome Maria
- Titolo originale: A Problem Like Maria
- Diretto da: Guy Ferland
- Scritto da: Dan McDermott e Andrea Newman

### Trama
Maria Gallego cerca l'aiuto di Chance per liberare una persona a lei cara prigioniera di un dittatore sudamericano. La donna, che non racconta tutta la verità, risveglia vecchie emozioni in Christopher, generando preoccupazioni in Winston e Guerrero e provocando attriti tra Chance e Ilsa.
- Ascolti Stati Uniti: telespettatori 6 180 000[11]

## Pericolo per Ilsa
- Titolo originale: Communication Breakdown
- Diretto da: Steve Boyum
- Scritto da: Jonathan E. Steinberg

### Trama
L'aereo sul quale Christopher e Ilsa stanno fuggendo viene abbattuto da Hector Lopez, che dà loro la caccia nella foresta sudamericana per vendicare la morte del fratello Eladio. Intanto Winston, Guerrero e Ames sono tornati a San Francisco, dove ricevono la visita di Harry, un investigatore privato braccato da un gruppo di criminali. I malviventi, che hanno seguito l'uomo, assediano la base operativa della squadra e provano a penetrare all'interno.
- Ascolti Stati Uniti: telespettatori 6 490 000[11]

## Ostaggi
- Titolo originale: Imbroglio
- Diretto da: Steve Boyum
- Scritto da: Robert Levine

### Trama
Connie Pucci invita sua cognata Ilsa all'Opera per convincerla a rinunciare alla sua collaborazione con la squadra di Chance. Un'intrusione nel mainframe del teatro induce il gruppo ad aggregarsi per proteggere le due donne. Di lì a poco una squadra di criminali assalta la struttura, prendendo in ostaggio i ricchi spettatori in cambio di un riscatto. Il piano dei malviventi non convince Christopher, che sospetta si tratti di un diversivo per nascondere un diverso obiettivo.
- Ascolti Stati Uniti: telespettatori 4 685 000[12]

## A 10 secondi dalla morte
- Titolo originale: Cool Hand Guerrero
- Diretto da: Craig R. Baxley
- Scritto da: Matt Whitney

### Trama
In Alabama Guerrero viene ingiustamente accusato dell'omicidio di uno spacciatore, suo amico di vecchia data che cercava di uscire dal giro. Chance e Winston lo raggiungono per convincerlo a non evadere e permettere loro di indagare sull'accaduto, mentre Ilsa e Ames provano a cercare indizi tra i suoi oggetti personali.
- Ascolti Stati Uniti: telespettatori 4 802 000[12]

## Uccidete Bob!
- Titolo originale: Kill Bob
- Diretto da: John Terlesky
- Scritto da: Brad Kern e Zev Borow

### Trama
Dopo essere fortunosamente sopravvissuto ad un attentato alla sua vita nel traffico di San Francisco, l'informatico Bob Anderson chiede la protezione della squadra, che identifica il sicario in sua moglie Angela. Nel corso della missione Winston cerca di capire il motivo per cui Ames non lo abbia invitato al suo avventato matrimonio, mentre salta fuori un documento segreto riguardante il defunto marito di Ilsa.
- Ascolti Stati Uniti: telespettatori 7 745 000[13]

## Totale controllo
- Titolo originale: The Trouble with Harry
- Diretto da: Peter Lauer
- Scritto da: Jonathan E. Steinberg e Robert Levine

### Trama
Giunto in un bar per un appuntamento al buio, Harry trova Chance seduto al bancone e ammanettato ad un ordigno. Christopher gli racconta della sua ultima cliente Sarah Han, che ha chiesto aiuto alla squadra per allontanarsi dal compagno Henry Claypool, capo di una compagnia di sicurezza privata che offre segretamente sicari a pagamento.
- Ascolti Stati Uniti: telespettatori 9 221 000[14]

## Ilsa e Chance...
- Titolo originale: Marshall Pucci
- Diretto da: David Barrett
- Scritto da: Matt Miller e Heather V. Regnier

### Trama
Dopo il bacio con Christopher, Ilsa è intenzionata ad allontanarsi da San Francisco. Quando sta per partire per Londra, compare la presunta amante di Marshall Pucci, chiedendo protezione alla squadra contro gli uomini che stanno attentando alla sua vita.
- Ascolti Stati Uniti: telespettatori 8 126 000[15]